# ماینلیر کلاس هامیما
ماینلیر کلاس هامیما (به انگلیسی: Hämeenmaa-class minelayer) یک کلاس از کشتی است که طول آن 77.8 m می‌باشد.